# Tre lồ ô
Tre lồ ô hay lồ ô Trung Bộ (danh pháp khoa học: Bambusa balcooa) là loài tre có nguồn gốc từ Ấn Độ. Loài này phổ biến ở Việt Nam, được dùng làm thực phẩm và dùng cho các công trình xây dựng tạm thời. Cây có thể cao đến 25 m, đường kính 15 cm. Mọc thành từng bụi.
Tre lồ ô cũng như các loại tre thường thấy. Chúng có độ đàn hồi cao, mềm dẻo nhất định.

## Hình thái
Thân ngầm dạng củ, thân khí sinh mọc cụm thành bụi thưa, thường không thẳng, chiều cao cây 14- 18m, ngọn cong rủ, đường kính phổ biến 5–6 cm, to hơn là 7–8 cm; chiều dài trung bình của lóng 40–60 cm, các lóng giữa thân dài đến 80–90 cm, các lóng gốc chỉ dài 30–50 cm; vách thân dầy 1,1 cm. Thân tròn đều, nhẵn, vòng mo nổi rõ, được phủ bằng một lớp lông màu nâu xám bạc. Lúc non thân tre màu xanh bạc do được phủ bằng một lớp lông trắng; khi già thân màu lục và có địa y trắng mọc loang lổ từng đốm. Cành chính 1, to, dài 2-3m, đường kính 2–3 cm; gốc cành phát triển và ít cành nhỏ. Phiến lá thuôn dài, dài 20–30 cm, rộng 2–4 cm, đầu nhọn, đuôi hơi thuôn, có 1 gân chính và nhiều gân bên song song, nổi rõ. Bẹ mo hình thang cân, đáy rộng 20–30 cm, đầu bẹ mo rộng 5–8 cm hơi lõm, cao 28 cm; mặt ngoài bẹ mo được phủ một lớp lông màu nâu, mặt trong nhẵn bóng; lá mo hình mũi giáo dài 20 cm rộng 4 cm, có gân sọc cả hai mặt; tai mo không phát triển, có dạng lông cứng; lưỡi mo xẻ sâu. Cụm hoa phân nhánh nhiều, ở mỗi nhánh, trên các đốt có 3-5 bông nhỏ, xếp thành hình đầu. Bông nhỏ nhọn đầu, hơi dẹt, màu vàng xanh hay tím, dài 1,5-2,5 cm, rộng 5-8mm, mang khoảng 5-7 hoa. Các hoa lưỡng tính ở giữa, các hoa trên ngọn và dưới gốc phát triển không đầy đủ. Gốc bông nhỏ mang 2 lá bắc lớn màu vàng nhạt. Mày nhỏ ngoài màu cỏ úa, mày nhỏ trong 8–10 mm. Hoa lưỡng tính. Nhị rời; nhuỵ có 2 vòi.
Các thông tin khác về thực vật: Loài tre này trước đây được định nhầm tên khoa học là Schizostachyum zollingeri Steud. Thực ra tên khoa học này là của một loài nứa mo tím phân bố ở Đà Nẵng. Nay đã định lại tên khoa học của loài lồ ô là Bambusa procera A.Chev & A.Camus vì hoa lồ ô có các đặc điểm của chi Tre (Bambusa), chứ không mang đặc điểm của chi Nứa (Schizostachyum). Cần chú ý là tên lồ ô thường được dùng để chỉ rất nhiều loài tre khác nhau của nhiều địa phương ở các tỉnh phía Nam, giống như tên nứa dùng để chỉ nhiều loài tre của miền Bắc. Vì vậy một số loài tre của Thừa Thiên - Huế, Quảng Nam, Đà Nẵng... có tên địa phương là lồ ô nhưng không phải là loài lồ ô chính thức - Bambusa procera. 

## Nhân giống
Lồ ô là loài tre phổ biến khắp nơi, lại thường mọc thành rừng, nên tới nay vẫn chưa có công trình nào về việc nghiên cứu trồng lồ ô. Thực tế thì lồ ô cũng dễ trồng bằng gốc như các loài tre mọc cụm khác. Để phát triển lồ ô trên quy mô lớn có thể nghiên cứu trồng bằng cành, vì quan sát thấy, trong điều kiện rừng ẩm thường xuyên, đôi khi dưới gốc cành chính cũng xuất hiện rễ. 

## Ứng dụng
Thân lồ ô có tỉ lệ cellulose trên 50%, lignin 22,37%, chiều dài sợi đạt 1,9-2,2mm; vì vậy được dùng làm nguyên liệu tốt cho sản xuất giấy trắng cao cấp, có độ dai cao. Lồ ô có tỷ trọng (khô kiệt) là 785 kg/m³, độ bền nén dọc thớ 598,7 kg/cm², độ bền uốn xuyên tâm là 3448 kg/cm². Độ bền uốn tiếp tuyến 2499 kg/cm², đáp ứng yêu cầu trong xây dựng. Cây có lóng dài thích hợp để chế biến ván ép. Trong cuộc sống hàng ngày lồ ô được dùng phổ biến từ việc làm đồ dùng đến măng ăn.

## Khai thác
Nghiên cứu cấu trúc rừng lồ ô của Lâm Xuân Sanh (1981), cho biết: trong 1ha rừng lồ ô thuần loại cây non (1 năm tuổi) chiếm 20%; cây trung niên (2-4 tuổi) chiếm 38,7% và cây già (trên 5 tuổi) chiếm 23,7%. Cũng trong 1ha rừng trên có 4.438 cây sống (83,3%) và 887 cây lồ ô chết, do quá già (16,7%). Vì vậy nếu để rừng lồ ô quá già, không khai thác sẽ gây lãng phí. Khi khai thác cần theo phương thức sau: Tuổi chặt: Tốt nhất là chặt các cây trên 3 năm tuổi. Chu kỳ và lượng chặt: chu kỳ chặt 1-3 năm tuỳ điều kiện và yêu cầu. Nếu chu kỳ 1 năm, nên chặt hết các cây trên 4 tuổi và một phần các cây trên 3 tuổi.Tỷ lệ chặt trung bình 25-35%. Chu kỳ này chỉ áp dụng trong điều kiện rừng vườn. Chu kỳ 2 năm thích hợp nhất để khai thác rừng lồ ô, chặt cây 3-4 tuổi và chừa lại cây 1-2 tuổi để sinh và nuôi măng.Tỷ lệ chặt trên 50% trữ lượng ở những khu rừng ổn định và 40-50% ở các khu rừng đang trong quá trình phục hồi. Khai thác cũng là biện pháp đẩy nhanh tốc độ phục hồi cho các khu rừng này. Chu kỳ 3 năm: chặt các cây trên 3 tuổi (3-5năm) với tỷ lệ sản phẩm khoảng 55-65% trữ lượng rừng. Phương thức này tốt về kinh tế, nhưng ảnh hưởng đến chất lượng rừng vì rừng bị mở tán quá mạnh, tạo nhiều khoảng trống. 

### Năng suất rừng lồ ô
Sản lượng rừng thay đổi tuỳ theo điều kiện đất đai và trạng thái của rừng. Ở trạng thái phục hồi, rừng đạt sản lượng 2-2,5 tấn/ha/2năm; rừng hỗn giao lồ ô + gỗ 5-5,5 tấn/ha/2năm. Đây là mức năng suất phổ biến của rừng tre trên thế giới. Do rừng lồ lô thường là đối tượng kinh doanh nguyên liệu giấy hay làm nguyên liệu chế biến thủ công mỹ nghệ, nên việc khai thác măng cần rất hạn chế; đồng thời sau khai thác phải tiến hành dọn vệ sinh, phòng trừ sâu hại cho rừng.
Thường rất khó để phân biệt tre lồ ô với tre thường.